# Ella Jenkins
Ella Jenkins (Saint Louis, 6 agosto 1924 – Chicago, 9 novembre 2024) è stata una cantante statunitense, interprete della musica per bambini per cinquant'anni. Ricevette il Grammy Award alla carriera nel 2004.

## Discografia
- 1957: Call-and-Response Rhythmic Group Singing  (1990) Reissue of FW7638 from 1957. SFW45030 (LP, Cassette, CD).
- 1959: Adventures in Rhythm  (1989) Reissue of FW7682 from 1959. SFW45007 (LP, Cassette, CD).
- 1960: African-American Folk Rhythms  (1998) Reissue of Negro Folk Rhythms FW7654 from 1960. SFW45003 (Cassette, CD).
- 1961: This-a-Way-That-a-Way  (1989) Reissue of FW7652 from 1961. SFW45002 (Cassette, CD).
- 1961: This is Rhythm  (1994) Reissue of FW7652 from 1961. SFW45028 (LP, Cassette, CD).
- 1964: Rhythm & Game Songs for Little Ones  (1991) Reissue of FW7680 from 1964. SFW45027 (Cassette, CD).
- 1964: Songs and Rhythms From Near and Far  (1997) Reissue of FW7655 from 1964. SFW45033 (Cassette, CD).
- 1966: You’ll Sing a Song and I’ll Sing a Song  (1989) Reissue of FW7664 from 1966. SFW45010 (LP, Cassette, CD).
- 1968: Play Your Instruments & Make a Pretty Sound  (1994) Reissue of FW7665 from 1968. SFW45018 (LP, Cassette, CD).
- 1969: Counting Games & Rhythms for the Little Ones  (1990) Reissue of FW7679 from 1969. SFW45029 (LP, Cassette, CD).
- 1969: A Long Time to Freedom  (1992) Reissue of FW7754 from 1969. SFW45034 (Cassette, CD).
- 1970: Rhythms of Childhood  (1989) Reissue of FW7653 from 1963. SFW45008 (LP, Cassette, CD).
- 1970: Seasons for Singing  (1990) Reissue of FW7656 from 1970. SFW45031 (Cassette, CD).
- 1971: And One And Two & Other Songs for Pre-School and Primary Children  (1990) Reissue of FW7544 from 1971. SFW45016 (LP, Cassette, CD).
- 1971: My Street Begins at My House  (1989) Reissue of FW7543 from 1971. SFW45005 (LP, Cassette, CD).
- 1972: Little Johnny Brown  (1990) Reissue FW7631 from 1972. SFW45026 (Cassette, CD).
- 1973: This-A-Way That-A-Way (1973) Folkways FC 7546. (Vinyl LP)
- 1974: Nursery Rhymes: Rhyming & Remembering for Young Children & for Older Girls & Boys with Special Language Needs  (1990) Reissue of FW7660 from 1974. SFW45019 (LP, Cassette, CD).
- 1974: Jambo and Other Call and Response Songs and Chants  (1996) Reissue of FW7661 from 1974. SFW 45017 (LP, Cassette, CD).
- 1976: Growing Up With Ella Jenkins  (1990) Reissue of FW7662 from 1976. SFW45032 (Cassette, CD).
- 1977: Songs, Rhythms And Chants for the Dance  (2000) Reissue of FW7000AB from 1977. SFW45004 (Cassette, CD).
- 1979: Travellin' with Ella Jenkins: - A Bilingual Journey  (1989) Reissue of FW7640 from 1979. SFW45009 (LP, Cassette, CD).
- 1981: I Know the Colors of the Rainbow  (1981) EA595 (CD).
- 1981: Looking Back and Looking Forward  (1981) EA596 (CD).
- 1982: Early Early Childhood Songs  (1996) Reissue of FW7630 from 1982. SFW45015 (LP, Cassette, CD).
- 1983: Hopping Around from Place to Place Vol. 1  (1983) EA613 (CD).
- 1983: Hopping Around from Place to Place Vol. 2  (1983) EA614 (CD).
- 1989: This-a-Way, This-a-Way  (1988) SFW45002 (LP, Cassette, CD).
- 1989: My Street Begins at my House  (1989) SFW45005 (LP, Cassette, CD).
- 1989: Adventure in Rhythm  (1989) SFW45007 (LP, Cassette,CD).
- 1989: Rhythm of Childhood  (1989) SFW45008 (LP, Cassette, CD).
- 1989: Travellin' with Ella Jenkins:A Biligual Journey  (1989) SFW45009 (LP, Cassette, CD).
- 1989: You'll Sing a Song, I'll Sing a Song  (1989) SFW45010 (LP, Cassette, CD).
- 1990: We Are America's Children  (1990) Reissue of FW7666. SFW45006 (LP, Cassette, CD).
- 1990: And One and Two  (1990) SFW45016 (LP, Cassette, CD).
- 1990: Nursery Rhymes: Rhyming & Remembering for Young Children & for Older Girls & Boys with Special Language Needs  (1990) SFW45019 (LP, Cassette, CD).
- 1990: Counting Games and Rhythms For the Little Ones  (1990) SFW45029 (LP, Cassette, CD).
- 1990: Call and Response  (1990) SFW45030 (LP, Cassette, CD).
- 1990: Seasons for Singing  (1990) SFW45031 (Cassette, CD).
- 1991: Live at the Smithsonian  (1991) SFW48001 (VHS, DVD).
- 1991: For the Family  (1991) SFW48002 (VHS, DVD).
- 1991: Little Johnny Brown with Ella Jenkins and Girls and Boys from "Uptown" ( Chicago)  (1991) SFW45026 (Cassette, CD).
- 1991: Rhythm and Game Songs for the Little Ones  (1991) SFW45027 (Cassette, CD).
- 1992: Come Dance by the Ocean  (1992) SFW45014 (LP, Cassette, CD).
- 1992: A Long Time to Freedom  (1992) SFW45034 (Cassette, CD).
- 1994: Play Your Instruments and Make a Pretty Sound  (1994) SFW45018 (LP, Cassette, CD).
- 1994: This is Rhythm  (1994) SFW45028 (LP, Cassette, CD).
- 1995: Multi-Cultural Children's Songs  (1995) SFW45045 (LP, Cassette, CD).
- 1996: Early Early Childhood Songs  (1996) SFW45015 (LP, Cassette, CD).
- 1996: Jambo and Other Call and Response Songs and Chants  (1996) SFW45017 (LP, Cassette, CD).
- 1996: Holiday Times  (1996) SFW45041 (Cassette, CD).
- 1996: Songs Children Love To Sing  (1996) SFW45042 (Cassette, CD).
- 1997: Songs and Rhythms from Near and Far  (1997) SFW45033 (Cassette, CD).
- 1999: Ella Jenkins and A Union of Friends Pulling Together  (1999) SFW45046 (LP, Cassette, CD).
- 2000: Song Rhythms and Chants for the Dance with Ella Jenkins ; Interviews with "Dance People"  (2000) SFW45004 (Cassette, CD).
- 2003: Sharing Cultures With Ella Jenkins  (2003) SFW45058 (CD).
- 2004: cELLAbration: A Tribute to Ella Jenkins  (2004) SFW45059 (CD).
- 2011: A Life of Song  (2011) SFW45067 (CD)[2]